# Cal Grau (Sabadell)
Cal Grau, Fàbrica Grau o Fàbrica de cal Grau va ser una fàbrica tèxtil del rodal de Sabadell, situada a l'esquerra del riu Ripoll. Avui l'edifici està en perfecte estat, però en desús. Té la xemeneia més alta de tot Sabadell. Va ser una de les fàbriques més castigades per la riuada del 1962.

## Història

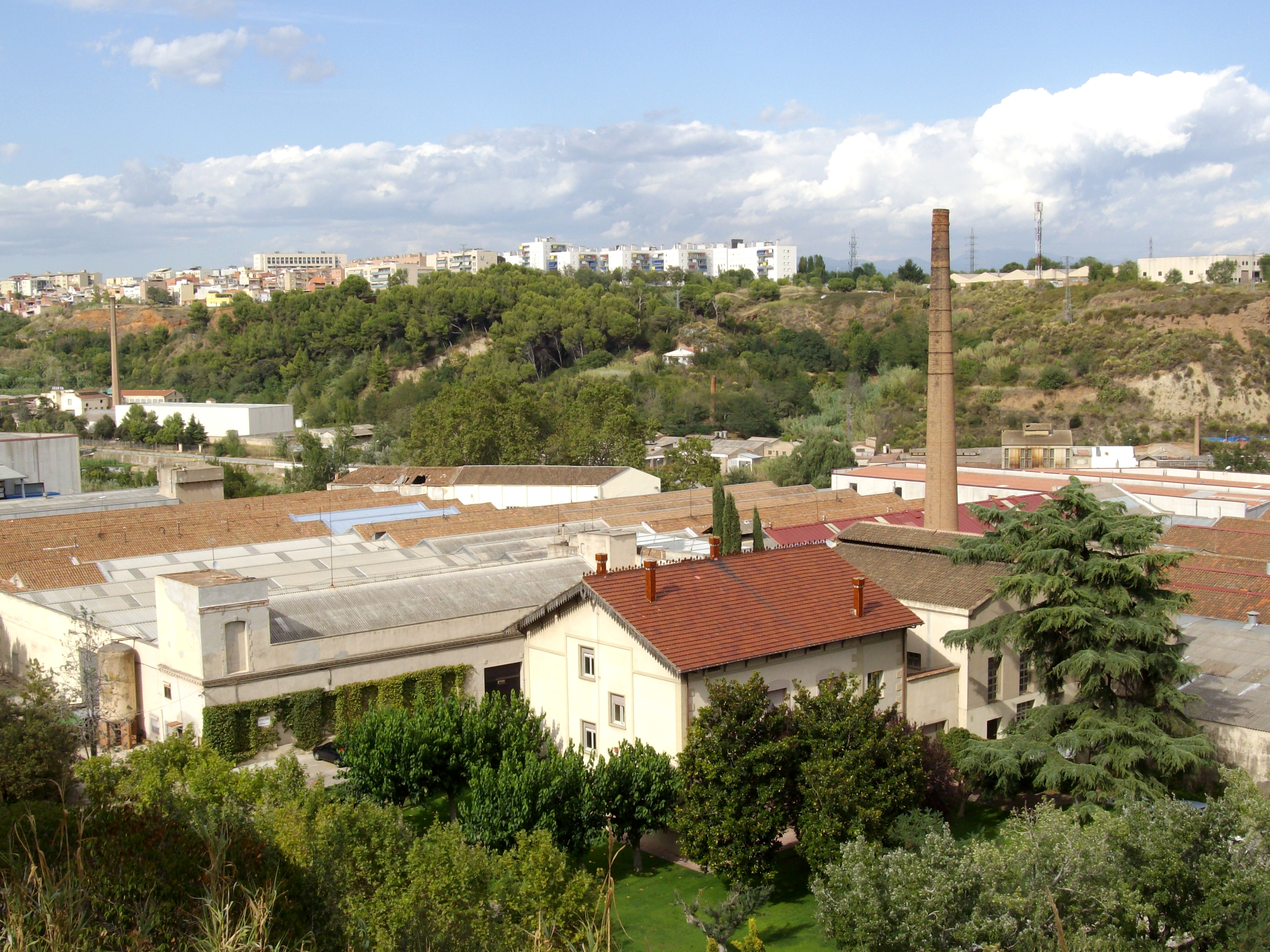
Al fons a l'esquerra Cal Grau, amb la xemeneia. En primer pla, Can Quadres

Cal Grau aprofità pocs elements arquitectònics de l'antic vapor de Cal Sec, que fou construït el 1860 on antigament hi havia hagut el molí d'en Moratones. Concretament, de la nau del segle xix, situada darrere de l'actual edifici d'oficines, no se'n conserva sinó la posició. Els elements més antics són algunes encavallades de la nau del límit nord, existent ja el 1886: la fàbrica combinava aleshores l'energia del vapor amb la de l'aigua. Les ampliacions posteriors van consistir sempre en la construcció de naus de geometria regular, comunicades després amb el cobriment més precari dels espais oberts entre elles fins a arribar al continu d'espais d'avui. Alguna d'aquestes ampliacions, com la sala de calderes i la xemeneia de 1949, situades frontalment sobre el que fins al 1962 va ser l'entrada al recinte –que travessava el riu directament i comptava amb un pont de vianants–, tenia una clara voluntat representativa.